# Patatas a la importancia

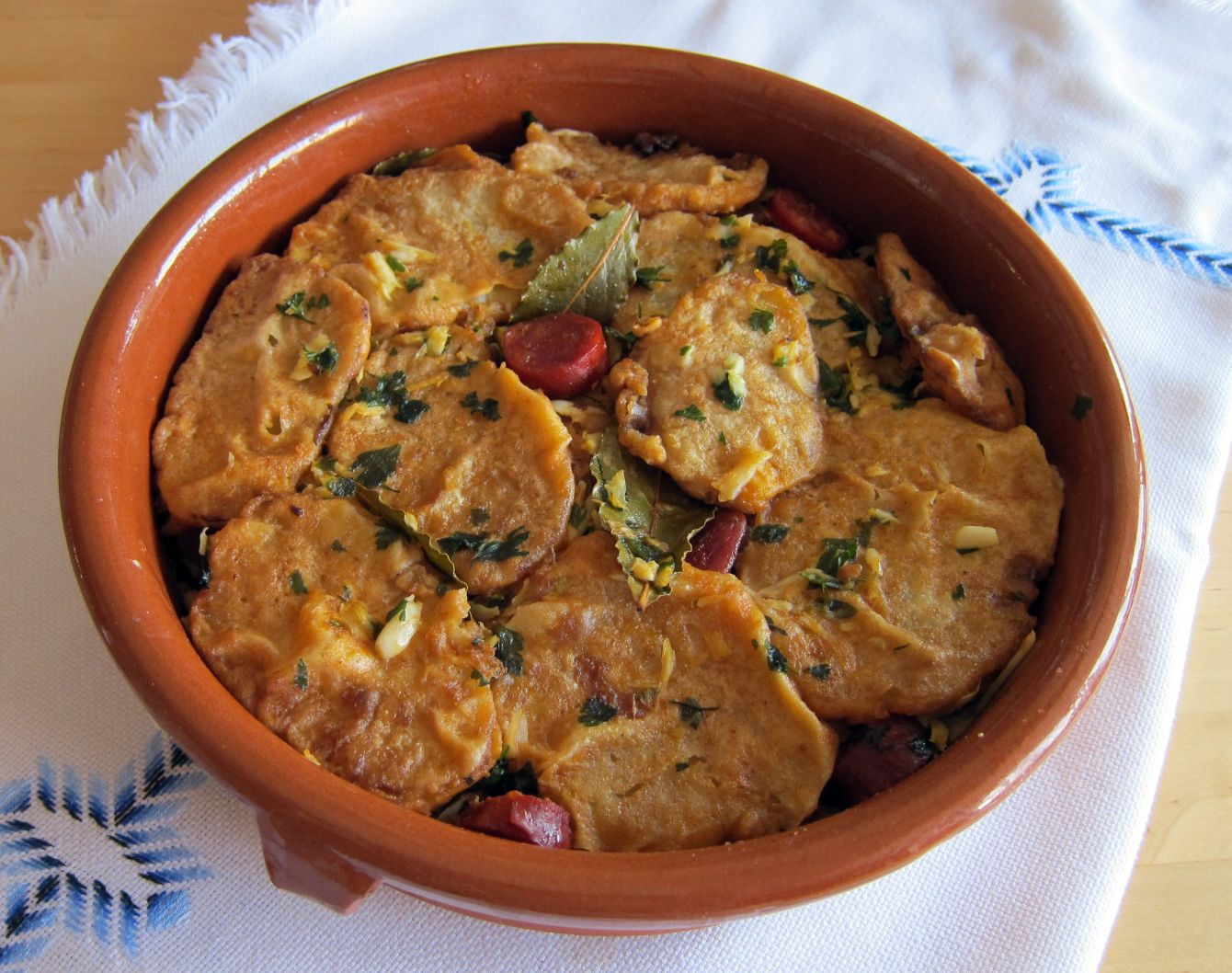
Unas patatas a la importancia servidas en una cazuela de barro.

Las patatas a la importancia es un plato de patatas oriundo de la provincia de Palencia, pero que es muy popular en el resto de la cocina española . Es un plato que evoca a antiguas recetas y que aparece a menudo en los menús de los restaurantes españoles. Se considera un plato popular y económico. Se sirve caliente, recién elaborado.

## Características
Se trata de una preparación culinaria sencilla que se realiza en dos etapas: la primera es una fritura y la segunda un guiso. El principal ingrediente son las patatas que se suelen cortar en rodajas de un grosor aproximado de un centímetro. Suelen rebozarse primero en harina y luego en huevo batido, para ser posteriormente fritas en aceite hirviendo. En algunos casos se suele cocer la patata antes de ser cortada en rodajas. Las patatas fritas se suelen poner en una cazuela con agua (en ocasiones caldo) y se añade un majado en mortero de ajo, azafrán (en ocasiones se emplea un poco de pimentón), perejil y sal todo ello diluido a veces con una cierta cantidad de vino blanco. Se deja cocer y al final se suelen servir en una cazuela de barro con un poco de caldo. Se suele servir tras la elaboración.

## Variantes
Existen variantes más exóticas del plato, como las patatas a la importancia con chorizo, taquitos de jamón, o incluso patatas a la importancia con almejas o cigalas. Otras recetas suelen poner las patatas ya fritas a remojo en un caldo de vino y queso manchego para ser puestas al horno. En otros casos se añaden almendras tostadas y salsa de tomate.